# Wahlenbergia hirsuta
Wahlenbergia hirsuta är en klockväxtart som först beskrevs av Michael Pakenham Edgeworth, och fick sitt nu gällande namn av Tuyn. Wahlenbergia hirsuta ingår i släktet Wahlenbergia och familjen klockväxter. Inga underarter finns listade i Catalogue of Life.